# 馬丘利夏
51°25′42″N 34°5′36″E / 51.42833°N 34.09333°E
馬丘利什恰（烏克蘭語：Мачулища）是位於烏克蘭東北部的村莊，由蘇梅州科諾托普區的新斯洛博達市鎮負責管轄。該村處於別留什卡河左岸，距離烏茨科韋1公里，海拔高度147米，2001年人口302。